# Alter Real
De Alter Real is een paardenras uit Portugal. Het is een ondersoort van de Lusitano. Van oorsprong werd dit paard gefokt voor de stallen van het Portugese hof. Het woord real betekent in het Portugees: "koninklijk" . 

## Geschiedenis
Vanaf 1747 werd de Alter Real gefokt door de koninklijke familie, de Braganza's. Deze familie importeerde een groot aantal merries uit Andalusië in Spanje om een stoeterij op te richten in Alter do Chao. Van deze plaats komt het eerste deel van de naam van het ras. De Alter Real is technisch gezien geen apart ras maar een bloedlijn binnen het andere, grotere Portugese ras, de Lusitano. De populariteit van het ras nam in de 18e eeuw enorm toe vanwege zijn talent als rijpaard. Dit werd in de Napoleontische tijd bedorven door inbreng van Engelse volbloed, Arabische volbloed, Normandiër en Hannoveraan. Uiteindelijk is de Andalusiër ingebracht om de Alter Real weer terug te brengen naar zijn oorsprong. In het begin van de 20e eeuw kwam er opnieuw een inzinking door het einde van de Portugese monarchie. Dankzij de inzet van de Portugese schrijver, geleerde en paardenfokker dr. Ruy d'Andrade in de jaren 1930-1939 is dit ras behouden gebleven. Hij kocht net op het nippertje twee hengsten, die al twintig jaar oud waren, en begon ermee te fokken met een paar merries die hij had weten te vinden.

## Raskenmerken
De stokmaat van dit ras ligt tussen de 155 en 162 cm. Veel voorkomende kleur is bruin. Soms ziet men ook schimmelkleuren. Het hoofd is middelgroot met een brede kaak en een rechte of licht convexe neuslijn. Het lichaam heeft een korte, gespierde hals die goed gewelfd is. Ook de schoft moet goed ontwikkeld zijn. De Alter Real heeft een compacte bouw met een korte brede rug en gespierde achterhand met een goed aangezette staart. De schouders zijn schuin, de benen zijn hard met slanke, droge pijpen en koten. In zijn beweging toont dit ras zeer veel actie, de gangen zijn verzameld en precies.

## Karakter
De Alter Real is een intelligent en leergierig paard dat zich in handen van ervaren paardenmensen goed kan ontwikkelen.

## Gebruik
De paarden worden als rijpaard en als koetspaard gebruikt.